# Isaías Del Balle
Isaías Del Balle, vollständiger Name Isaías Del Balle Bermúdez, (* 2. März 1996 in Trinidad) ist ein uruguayischer Fußballspieler.

## Karriere
Der 1,74 Meter große Offensivakteur Del Balle spielte von 2010 bis 2015 für die Nachwuchsmannschaften von Porongos in Trinidad. 2013 war er zudem im Hallenfußball für Fénix aus Flores aktiv. 2016 schloss er sich den Montevideo Wanderers an. Am 31. August 2016 debütierte er dort bei den Profis in der Primera División, als er von Trainer Gastón Machado am 1. Spieltag der Spielzeit 2016 beim 1:1-Unentschieden gegen River Plate Montevideo in der 80. Spielminute für Manuel Castro eingewechselt wurde. Während der Saison 2016 kam er zweimal (kein Tor) in der Liga zum Einsatz.